# 暗體吻棘鰍
暗體吻棘鰍為輻鰭魚綱合鰓目刺鰍亞目刺鰍科的其中一種，分布於亞洲緬甸Hpa Lap溪流域，體長可達13.5公分，棲息在河川溪流的底層水域，屬肉食性。